# Харлем
Вижте пояснителната страница за други значения на Харлем.
Харлем (на нидерландски: Haarlem) е град в Нидерландия, център на провинция Северна Холандия. Разположен е на 20 km западно от Амстердам, на река Спаарне. Населението му е 148 885 души (2009).
Харлем се споменава за пръв път през X век, а през XII век е вече укрепен град с резиденция на графовете на Нидерландия. През 1245 г. получава харта, която му е отнета през 1492 г., след като известно време е под контрола на въстанали селяни от Северна Холандия. През 1572 г., по време на Осемдесетгодишната война, Харлем е обсаждан в продължение на седем месеца от испанците, които избиват много от жителите му след превземането. След като през 1577 г. е превзет отново от нидерландските сили, начело с Вилхелм Орански, през XVII век градът преживява своя разцвет. Там се заселват много френски хугеноти и той се превръща във важен стопански и културен център.
През XVII век традиционните производства на Харлем (вълнен текстил и бира) са заменени от пренесените от хугенотите производства на коприна, дантели и дамаски. През XVIII век икономиката на града запада, но в края на XIX век отново е в подем с развитието на печатарството, корабостроенето, обработката на какао и шоколад и производството на машини, химикали и текстил.
От XVII век в околностите на града се развива интензивното производство на цветя, а и днес луковиците са важен експортен продукт.

## Побратимени градове
- Дарби, Великобритания от 1976 г.
- Оснабрюк, Германия от 1961 г.